# Ibtin
Ibtin (hebrejsky אִבְּטִין,arabsky إبطن, v oficiálním přepisu do angličtiny Ibtin) je vesnice v Izraeli, v Haifském distriktu, v Oblastní radě Zevulun.

## Geografie
Leží v nadmořské výšce 72 metrů na jihozápadním okraji pahorků Dolní Galileji, nedaleko od Zebulunského údolí, kterým protéká potok Nachal Cipori.
Obec se nachází cca 10 kilometrů od břehů Haifského zálivu, cca 82 kilometrů severovýchodně od centra Tel Avivu a cca 13 kilometrů jihovýchodně od centra Haify. Ibtin obývají izraelští Arabové respektive beduíni, přičemž osídlení v tomto regionu je etnicky smíšené. Západně odtud v Zebulunském údolí a v aglomeraci Haify převládají Židé, v pahorcích na východ a severovýchod od vesnice je výrazné zastoupení dalších arabských sídel (například město Šfar'am 7 kilometrů odtud). Zhruba 1 kilometr severovýchodním směrem od obce byl počátkem 21. století otevřen hřbitov Tel Regev sloužící obyvatelům Haify a okolí.
Ibtin je na dopravní síť napojen pomocí lokální silnice číslo 762, která západně od obce ústí do dálnice číslo 70.

## Dějiny
Ibtin byl oficiálně uznán izraelskou vládou za samostatnou obec roku 1965, přičemž šlo o osadu zřizovanou pro trvalé usídlení dosud polokočovných beduínských kmenů. Osídlení zde vzniklo koncem osmanské éry, kdy tu svou soukromou farmu zřídil arabský obchodník Hadž Tahar Karman. Postavil tu i příbytky pro její zaměstnance. Během první světové války areál farmy využívala turecká armáda. Po roce 1918 Karman komplex rozšířil o továrnu na produkci tabáku a potravinářských výrobků. Později byl ale areál opuštěn a nynější beduínská obec Ibtin vyrostla na pahorku nad touto farmou, jejíž ruiny se zde dosud dochovaly.
Jméno obce je odvozeno od starověkého židovského sídla Beten (בטן), které stávalo v této oblasti. Toto město je připomínáno v Bibli, Kniha Jozue 19,25
V roce 1989 během první intifády byl mladík Samir Sarsawi z této vesnice odsouzen na doživotí pro zapojení do buňky Organizace pro osvobození Palestiny, která zaútočila granátem na lidi v centru Haify.

## Demografie
Podle údajů z roku 2013 tvořili naprostou většinu obyvatel v Ibtin Arabové Jde o menší sídlo vesnického typu ale s dlouhodobě rostoucí populací. K 31. prosinci 2013 zde žilo 2672 lidí. Během roku 2014 populace stoupla o 0,8 %.
| Rok            | 1922 | 1945 | 1961 | 1972 | 1983 | 1995  | 2001  | 2003  | 2004  | 2005  | 2006  | 2007  | 2008  | 2009  | 2010  | 2011  | 2012  | 2013  | 2014  |
| -------------- | ---- | ---- | ---- | ---- | ---- | ----- | ----- | ----- | ----- | ----- | ----- | ----- | ----- | ----- | ----- | ----- | ----- | ----- | ----- |
| Počet obyvatel | 117  | 260  | 399  | 507  | 794  | 1 536 | 1 930 | 2 045 | 2 097 | 2 155 | 2 221 | 2 278 | 2 300 | 2 439 | 2 478 | 2 549 | 2 680 | 2 651 | 2 672 |